# Petits Carpats
Els Petits Carpats (també: Carpats Menors; eslovac, Malé Karpaty; alemany, Kleine Karpaten; hongarès, Kis-Kárpátok) són una serra baixa d'al voltant de 100 km de llarg, forma part dels Carpats. Les muntanyes estan situades a Eslovàquia occidental, abastant una superfície des de Bratislava a Nové Mesto nad Váhom, una petita part anomenada Hundsheimer Berge (o Hainburger Berge) està situada al sud de la porta Devín en el nord-est d'Àustria. Els Petits Carpats estan limitats per la plana Záhorie en l'oest i la depressió danubiana en l'est.
El 1976, els Petits Carpats van ser declarats zona protegida sota el nom de zona de Protecció Paisatgística dels Petits Carpats, abastant 646,1 km². Les tres muntanyes més altes són Záruby amb 767.4 metres d'alt, Vysoká amb 754,1 m i Vápenná amb 752.2 m.
Els Petits Carpats es divideixen, de sud a nord: 
- Carpats Devín (a Bratislava)
- Carpats Pezinok (de Bratislava a Buková)
- Carpats Brezová (de Buková a Prašník)
- Carpats Čachtice (de Prašník a Nové Mesto nad Váhom)

Els Petits Carpats s'usen per a la pràctica del senderisme, ciclisme, esquí i altres esports d'hivern.
La part suroriental conté un gran vinyar (Bratislava, Rača, Pezinok, Modra). Diversos castells o ruïnes de castells es troben en els Petits Carpats, per exemple el castell de Devín, el de Čachtice, el de Červený Kameň i el de Smolenice. Driny, és una cova calcària, l'única oberta al públic.

## Els pics més alts
| Imatge | Nom                         | Altura                                                                | Ubicació i notes                                                                    |
| ------ | --------------------------- | --------------------------------------------------------------------- | ----------------------------------------------------------------------------------- |
|        | Záruby                      | 767.4 msnm                                                            | Per sobre de la població de Smolenice                                               |
|        | Vysoká                      | 754.3 msnm                                                            | Fora de la cresta principal dels Petis Carpats, per sobre de la població de Kuchyňa |
|        | Vápenná (Roštún) 752.2 msnm | Amb un obelisc de 4 metres d'alçada per observació, construït el 2003 |                                                                                     |
|        | Čertov kopec (vrch)         | 751.8 msnm                                                            | Cim boscós sense senders marcats                                                    |
|        | Veterlín                    | 723.5 msnm                                                            |                                                                                     |
|        | Havranica                   | 717.1 msnm                                                            |                                                                                     |
|        | Čelo                        | 716.0 msnm                                                            | Cim boscós sense senders marcats                                                    |
|        | Veľká homoľa                | 709.2 msnm                                                            | Des de l'any 2001, compta amb una torre d'observació de 20 metres d'alçada al cim   |
|        | Čmeľok                      | 709.0 msnm                                                            | Compta amb un radar militar al cim                                                  |
|        | Skalnatá                    | 704.2 msnm                                                            | Ofereix àmplies vistes                                                              |